# Ornipholidotos peucetia
Ornipholidotos peucetia är en fjärilsart som beskrevs av William Chapman Hewitson 1866. Ornipholidotos peucetia ingår i släktet Ornipholidotos och familjen juvelvingar. IUCN kategoriserar arten globalt som livskraftig. Inga underarter finns listade i Catalogue of Life.

## Bildgalleri

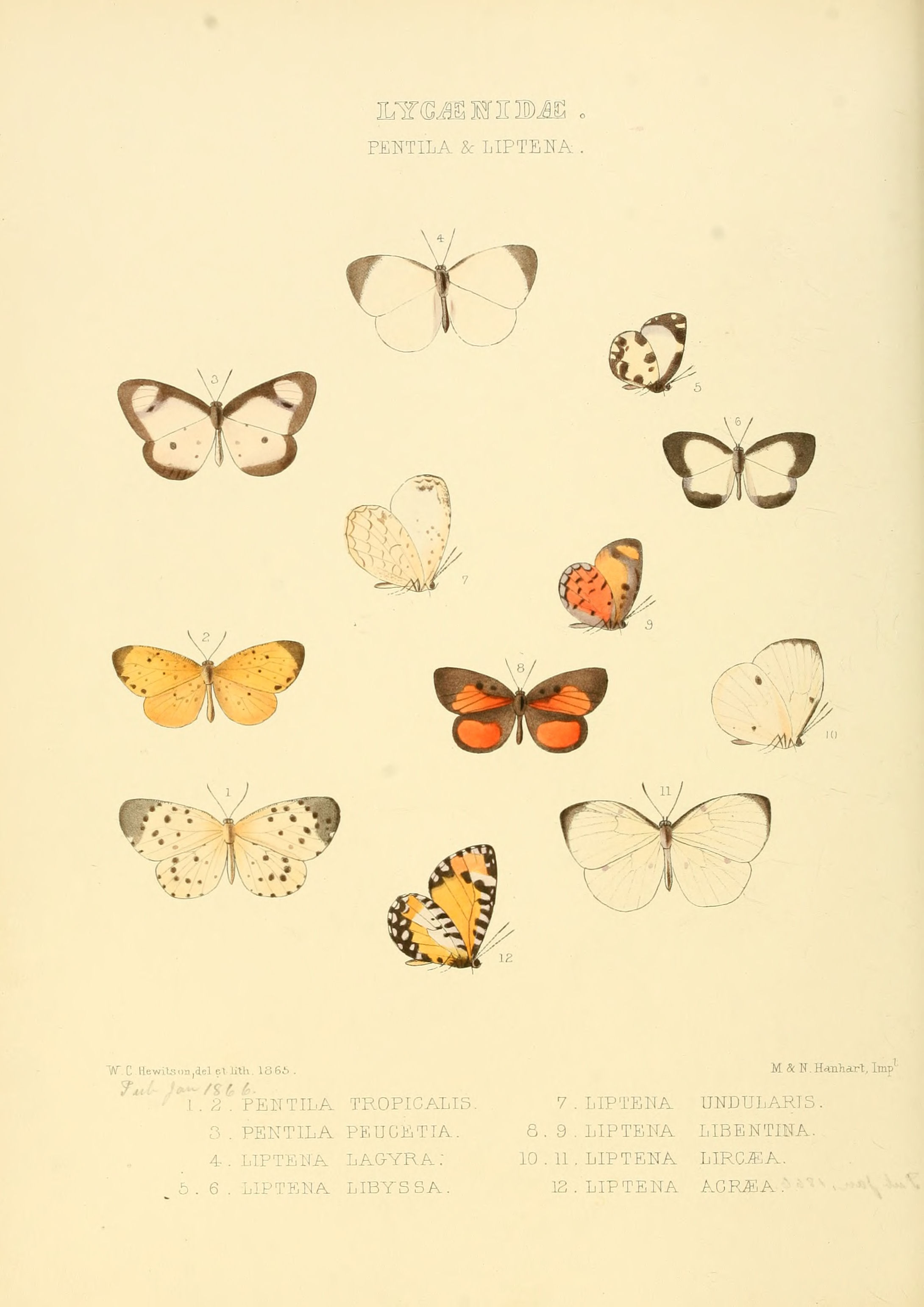
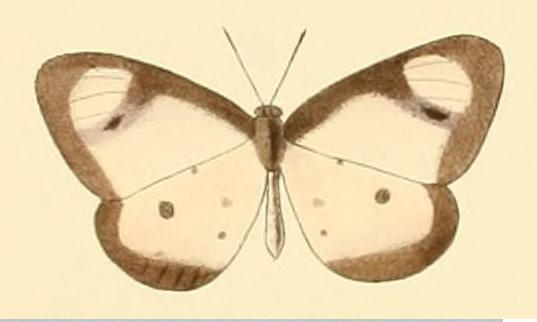